# Kasidit Samrej
Kasidit Samrej (Bangkok, 26 de enero de 2003) es un tenista profesional tailandés.

## Trayectoria
En diciembre de 2024, Samrej ganó el Asia-Pacífico Wildcard Playoff para el Abierto de Australia 2025, convirtiéndose en el primer tailandés en competir en el evento individual de un Grand Slam desde Danai Udomchoke en el Abierto de Australia 2012.